# Service for Ladies
Pour plus de détails, voir Fiche technique et Distribution.
Service for Ladies est un film britannique réalisé par Alexander Korda, sorti en 1932.

## Synopsis
Max Tracey est maître d'hôtel dans un hôtel à Londres. Lors de vacances au Tyrol, il a le coup de foudre pour Sylvia Robertson, une aristocrate, et se fait passer pour un prince pour la séduire. En cela, il est aidé par M. Westlake, un monarque ruritanien qui lui doit une faveur. Lorsque Sylvia découvre la réalité, elle est consternée, mais la situation s'arrange quand son propre père lui apprend qu'il avait été jadis plongeur dans un restaurant.

## Fiche technique
- Titre original : Service for Ladies
- Réalisation : Alexander Korda
- Scénario : Lajos Biró, Eliot Crawshay-Williams, d'après le roman The Head Waiter d'Ernest Vajda
- Décors : R. Holmes Paul
- Photographie : Philip Tannura
- Montage : Harold Young
- Musique : Percival Mackey
- Production : Alexander Korda
- Sociétés de production : Paramount British Productions, British and Dominions Film Corporation
- Société de distribution : Paramount British Productions
- Pays de production :  Royaume-Uni
- Langue originale : anglais
- Format : noir et blanc — 35 mm — 1,37:1 — son Mono
- Genre : Comédie dramatique
- Durée : 93 minutes (73 minutes aux États-Unis)
- Date de sortie :
  - Royaume-Uni : 14 janvier 1932

## Distribution
- Leslie Howard : Max Tracey
- George Grossmith : Le Roi, alias M. Westlake
- Benita Hume : Comtesse Ricardi
- Elizabeth Allan : Sylvia Robertson
- Morton Selten : Mr. Robertson
- Ben Field : Breslmeyer
- Cyril Ritchard : Sir William Carter
- Annie Esmond : Duchesse
- Martita Hunt : Alice
- Gilbert Davis : chef
- Merle Oberon (figuration)